# Bartramia papulans
Bartramia papulans är en bladmossart som beskrevs av C. Müller 1898. Bartramia papulans ingår i släktet äppelmossor, och familjen Bartramiaceae. Inga underarter finns listade i Catalogue of Life.